# Dendrobium findlayanum
Dendrobium findlayanum là một loài lan trong chi Lan hoàng thảo. Chúng được phân bổ ở khu vực Đông Dương (Việt Nam, Thái Lan, Lào, Myanmar) và vùng Vân Nam (Trung Quốc).